# NORAD

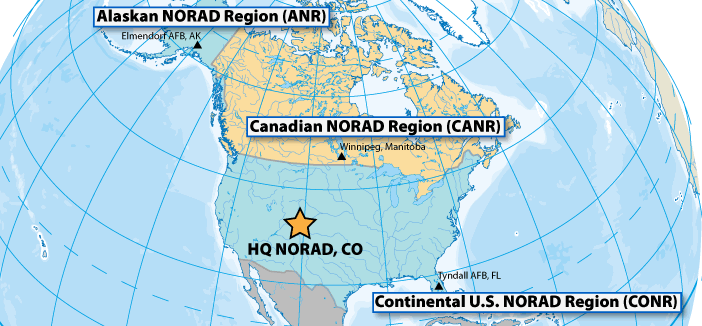
NORAD-organisatie

North American Aerospace Defense Command (NORAD) is een militaire organisatie die waakt over het luchtruim van de Verenigde Staten en Canada. NORAD werd in 1962 operationeel. Het hoofdkwartier is gelegen in een ondergronds bunkercomplex in Cheyenne Mountain in de Amerikaanse staat Colorado. De officiële naam van het complex is sinds 2021 Cheyenne Mt. Space Force Station
Het woord luchtruim moet ruim worden genomen, want NORAD bewaakt zelfs elk stukje ruimteschroot dat in een baan om de aarde draait.
NORAD publiceert tevens satellietbanen via het internet. Deze kan men vervolgens via het programma SATBUSTER visualiseren. De gegevens van militaire satellieten en spionagesatellieten van de NAVO worden door NORAD niet vrijgegeven.
De basis van NORAD ligt diep verscholen in een bergcomplex van Cheyenne Mountain, Colorado. Het is in staat een nucleaire aanval van meerdere megatonnen op korte afstand te weerstaan. In dit complex werken teams van verschillende landen voor NORAD.
NORAD's belangrijkste taak was gelegen in de periode van de Koude Oorlog waarbij elk militair gevaar afkomstig uit de Sovjet-Unie via ICBM's (Inter Continentale Ballistische Raketten) moest worden gedetecteerd. Verder moest NORAD garant staan voor soevereiniteit van het Amerikaanse luchtruim. Maar sinds 11 september 2001 is het werkterrein ook gericht op het verdedigen van het Amerikaans grondgebied tegen terroristische aanvallen.
NORAD is opgedeeld in drie geografische regio's: Alaska NORAD regio (ANR) op de Elmendorf Air Force Base, Canada NORAD (CANR) en Continentaal VS NORAD regio (CONR). CONR is opgedeeld in drie sectoren. Het hoofdkwartier van CONR is gevestigd op Tyndall Air Force Base in Florida.

## NORAD-commandocentrum
NORAD maakt gebruik van een grote hoeveelheid aan elektronische bronnen die voorhanden zijn, waarbij men moet denken aan radarstations, satellieten, en dergelijke.
In het complex zijn een aantal autonome controlecentra actief die rapporteren aan de Command Director: het Space Controle Centre, Missile Warning Centre, Battle Management Centre en Combined Intelligence Watch Centre. 
NORAD is in staat om voor minstens 30 dagen volledig operationeel en zelfstandig van de buitenwereld afgesloten te functioneren. De energievoorziening is volledig autonoom: stroom en water e.d. worden door eigen voorzieningen (waaronder een energiecentrale van 1 megawatt) geproduceerd. NORAD is in zijn geheel geplaatst op veren, waardoor aardbevingen door nucleaire ontploffingen worden geabsorbeerd. De toegang tot het inwendige van de berg kan men alleen via een weg bereiken. De werkelijke toegang tot NORAD is zo gebouwd dat de tunnel met de autoweg dwars daarop een nucleaire ontploffing kan doorstaan. De deuren naar NORAD zijn gepantserde kluisdeuren van ongeveer 30 ton.
De wanden van de NORAD-bunker bestaan uit koolstofarm metaal om de gevolgen van een Elektro Magnetische Puls (EMP) straling - die ontstaat bij nucleaire explosies - te verkleinen. Deze anti-EMP maatregelen zijn nodig aangezien EMP-straling erom bekendstaat elk elektronisch onderdeel van computeronderdelen te laten branden. 
Aangevoerde lucht wordt gefilterd door een verscheidenheid aan filters waardoor radiologische, chemische en biologische vergiftiging binnen het NORAD-complex wordt uitgesloten. Tienduizenden liters water (voor industrieel en niet-industrieel gebruik) worden uit het bergcomplex zelf onttrokken.
Naast de militaire tak, bestaat NORAD uit meerdere eenheden en diensten. De basis bevat o.a. een restaurant, een medische kliniek met een tandartsenpraktijk, een apotheek, een sportzaal, een kapper en een kapel.

## Bouw van NORAD
De bouw heeft veel voeten in de aarde gehad. Het bleek geen eenvoudige opgave om een commandocentrum als NORAD in een bergcomplex te bouwen. In het diepste geheim werd er eind jaren 1950 begonnen met het uitgraven van de Cheyenne Mountain. Tijdens het graven kwam men erachter dat een grote breuk door het bergcomplex liep, waardoor NORAD alsnog gevaar zou lopen bij een directe nucleaire aanval. Om die reden werden in het uitgegraven gedeelte een groot aantal metalen staven gestoken om de bekapping beter te wapenen tegen instorten. De bewapening van NORAD is zo geconstrueerd dat het commandocentrum onder oorlogscondities goed blijft functioneren.

## De Kerstman
Het is een jaarlijkse traditie in de Verenigde Staten dat NORAD op 24 december de route van de Kerstman en zijn arrenslee monitort. Deze zijn door het grote publiek te volgen op een aparte website en op hun twitteraccount.
Het monitoren van de route van de Kerstman begon als een grap in 1955. Het ging om reclame van de warenhuisketen Sears, die in een lokale krant uit Colorado opriep om te telefoneren naar de Kerstman. Maar wat de directe lijn naar de Kerstman moest zijn, bleek - in volle Koude Oorlog - de rode lijn van NORAD.
Toen de officier van dienst, kolonel Harry Shoup, die dag een jongetje aan de lijn kreeg die hem vroeg of hij de Kerstman was, speelde die het spel mee. Hij gaf opdracht aan zijn manschappen om informatie te geven over de positie van de Kerstman en belde zelfs naar de lokale radio om te melden dat hij een vreemd voorwerp in de lucht had gezien.
Op die dag staan zo'n 1500 vrijwilligers paraat om de militairen te helpen om telefoontjes en brieven van kinderen te beantwoorden.